# Kleidotoma bicolor
Kleidotoma bicolor är en stekelart som först beskrevs av Giraud 1860.  Kleidotoma bicolor ingår i släktet Kleidotoma, och familjen glattsteklar. Arten är reproducerande i Sverige.